# Cyrtodactylus collegalensis
Espèce
Synonymes
- Gymnodactylus collegalensis Beddome, 1870
- Geckoella collegalensis (Beddome, 1870)
- Gymnodactylus speciosus Beddome, 1870

Statut de conservation UICN

 LC  : Préoccupation mineure
Cyrtodactylus collegalensis est une espèce de geckos de la famille des Gekkonidae.

## Répartition
Cette espèce se rencontre en Inde au Gujarat au Maharashtra au Karnataka et au Tamil Nadu, au Népal et au Sri Lanka.

## Étymologie
Son nom d'espèce, composé de collegal et du suffixe latin -ensis, « qui vit dans, qui habite », lui a été donné en référence au lieu de sa découverte.

## Publication originale
- Beddome, 1870 : Descriptions of new reptiles from the Madras Presidency. Madras Monthly Journal of Medical Science, vol. 2, p. 169-176 (texte intégral).